# Renske Endel
Renske Endel (Noord-Scharwoude, Países Bajos, 13 de julio de 1983) es una gimnasta artística neerlandesa, especialista en la prueba de barras asimétricas con la que ha logrado ser subcampeona del mundo en 2001.

## 2001
En el Mundial celebrado en Gante (Bélgica) gana la medalla de plata en asimétricas, quedando tras la rusa Svetlana Khorkina (oro) y por delante de la estadounidense Katie Heenan (bronce).